# Tro (kognition)
Begreppet tro används vanligtvis för att beteckna det att hålla ett sakförhållande för sant. Att tro någonting är således att inta en viss attityd till ett givet påstående. Ens trosuppfattning kan ha olika grad av övertygelse, alltifrån en vågad gissning till en stark övertygelse. Tro kan också syfta på den faktautsaga som man tror på ("Det är min tro att...").
Tro är ett centralt begrepp inom medvetandefilosofi, kunskapsteori, kognitionsvetenskap såväl som sociologi. Inom modern analytisk filosofi betraktas tro vanligtvis som en propositionell attityd. En propositionell attityd är ett mentalt tillstånd som innebär ett aktivt ställningstagande i förhållande till en given proposition.